# Microrégion de Cascavel (Paraná)
Pour les articles homonymes, voir Microrégion de Cascavel.
La microrégion de Cascavel est l'une des trois microrégions qui subdivisent l'Ouest de l'État du Paraná au Brésil.
Elle comporte 18 municipalités qui regroupaient 428 510 habitants en 2006 pour une superficie totale de 8 516 km².

## Municipalités[1]
- Anahy
- Boa Vista da Aparecida
- Braganey
- Cafelândia
- Campo Bonito
- Capitão Leônidas Marques
- Cascavel
- Catanduvas
- Corbélia
- Diamante do Sul
- Guaraniaçu
- Ibema
- Iguatu
- Lindoeste
- Nova Aurora
- Santa Lúcia
- Santa Tereza do Oeste
- Três Barras do Paraná